# Кармелитский костёл (Мстиславль)
Костёл Вознесения Пресвятой Девы Марии  (бел. Касцёл Унебаўзяцця Найсвяцейшай Дзевы Марыі), более известный как Кармели́тский костёл — католический храм в городе Мстиславль, Белоруссия. Относится к Могилёвскому деканату Минско-Могилёвского архидиоцеза. Освящён в 1637 году, как храм при монастыре кармелитов, поэтому также широко известен как костёл кармелитов. Реконструирован в 1746—1750 годах. Храм включён в Государственный список историко-культурных ценностей Республики Беларусь. Наиболее ценный архитектурный памятник Мстиславля.

## История

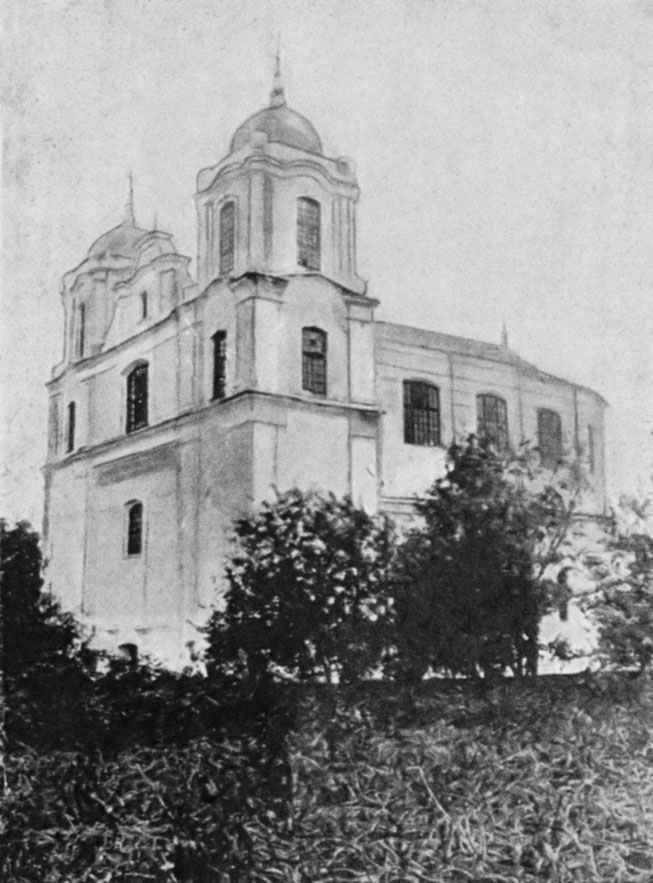
Вид костела в 1913 году

Кармелитский монастырь у подножия Замковой горы Мстиславля был основан в начале XVII века. Костёл при монастыре изначально был деревянным и неприметным, но в 1617—1637 годах на его месте был построен большой каменный храм. В 1654 году после взятия Мстиславля московскими войсками монахи-кармелиты были перебиты, этому событию посвящены две центральные фрески храма — «Взятие Мстиславля московскими войсками в 1654 г.» и «Убийство ксендзов».
В 1746—1750 годах храм был реконструирован Иоганном Глаубицем (венчание башен, декор фасада, форма крыши).

## Архитектура

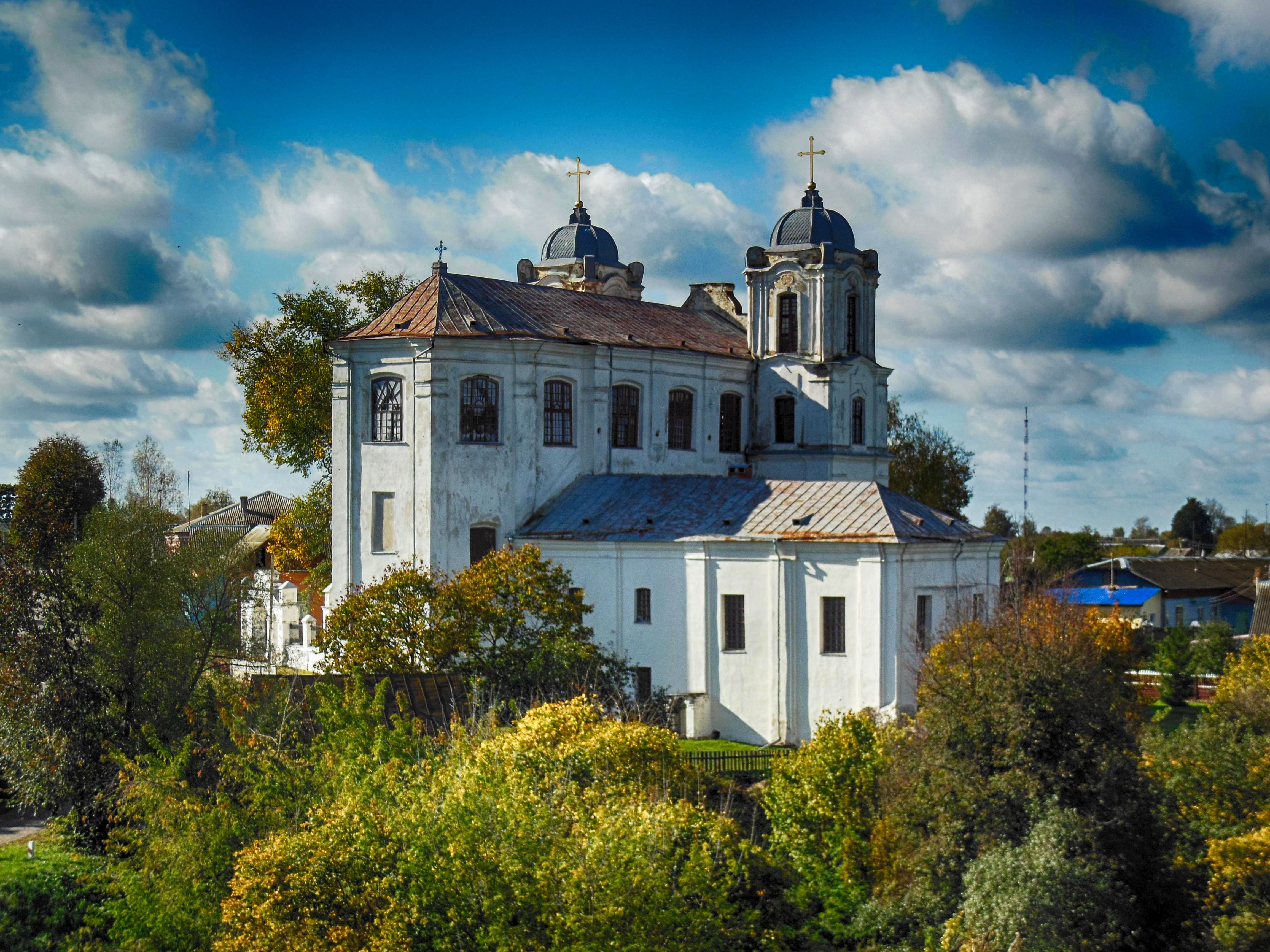
Вид с Замковой горы

Архитектурный стиль храма одни источники определяют как барокко и рококо, другие как виленское барокко. Церковь Вознесения имеет три нефа, ширина среднего нефа около девяти метров, нефы отделены друг от друга двумя рядами по три колонны в каждой. План главной части храма близок к квадрату. Пятигранная апсида завершает центральный неф, слева от неё расположена двухэтажная пристройка («теплая каплица»).
Главной достопримечательностью интерьера церкви являются 20 фресковых композиций XVII века, которые неплохо сохранились, несмотря на плачевное состояние храма.
В настоящее время католический приход проводит службы в пристройке, главный объём костёла заставлен строительными лесами, однако реставрационные работы приостановлены из-за недостатка финансирования.